# Pteropus griseus
Pteropus griseus (крилан сірий) — вид рукокрилих, родини Криланових.

## Поширення, поведінка
Країни поширення: Індонезія, Східний Тимор — острови Тимор, Мао, Дямпеа, Бонерато, Салеєр, Патерностер, Пеланг, Сулавесі, Банда. Спостерігалося як на Тиморі ці крилани спочивали в прибережних лісах в малих групах або поодинці. 